# Tanius chingkankouensis
Tanius chingkankouensis es una especie dudosa del género extinto Tanius ("de Tan") de dinosaurio ornitópodo hadrosáurido que vivió a finales del período Cretácico, hace aproximadamente 72 millones de años, durante el Campaniense, en lo que es hoy Asia. La especie tipo, nombrada y descrita en 1929 por Carl Wiman, es Tanius sinensis. El nombre del género es en honor del paleontólogo chino Tan Xichou ("H.C. Tan"), mientras que el nombre de la especie se refiere a China. Tanius chingkankouensis nombrado en 1958 por Yang Zhongjian, Fue considerada posteriormente como sinónimos menores de Tsintaosaurus. Sin embargo, un estudio más reciente, Zhang et al.(2017) determinaron que T. sinensis y T. chingkankouensis eran especies válidas de Tanius y que T. laiyangensis probablemente no lo era.